# Teretriorhynchites caeruleus
Teretriorhynchites caeruleus là một loài bọ cánh cứng trong họ Rhynchitidae. Loài này được DeGeer miêu tả khoa học năm 1775.